# Gotham Road
I Gotham Road (o Gotham Rd.) sono un gruppo musicale horror punk statunitense formato dopo lo scioglimento dei Graves da Michale Graves, Loki, JV Bastard e Paul Lifeless.

## Discografia
- Demo senza nome di cinque canzoni (2002)
- Seasons of the Witch (2003) - EP
- Demo senza nome di tre canzoni (2004)

## Formazione
- Michale Graves - voce
- Loki - chitarra, voce
- JV Bastard - basso, voce
- Paul Lifeless - batteria